# Klenät

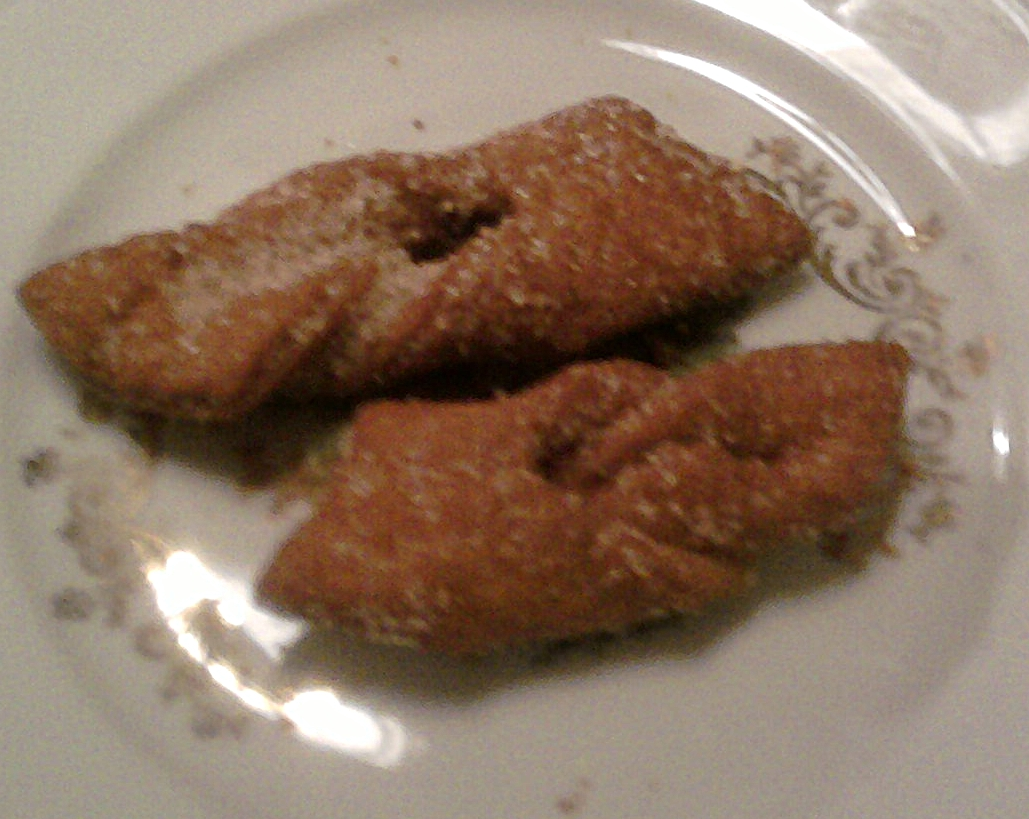
Klenäter suecos.

El klenät (en plural: klenäter) o klena (en plural klenor) es un pastel frito común en Suecia, Dinamarca, Noruega, Islandia y las Islas Feroe, donde se los conoce como kleina (plural: kleinur). Se come tradicionalmente en Navidad, más comúnmente al sur de Suecia pero también en el norte de Alemania, Noruega y Dinamarca.
La fritura se hace con harina, yema de huevo, azúcar y margarina o mantequilla. La masa se extiende hacia afuera y luego se corta en tiras, que son cubiertas con papel plástico y se dejan reposar dos horas en un lugar frío. A continuación se fríen con aceite de coco, aceite vegetal o manteca de cerdo. Una vez que el klenät esta frito, se espolvorea con azúcar. El jugo de limón, brännvin o coñac, son ingredientes opcionales. Si uno no quiere usar bebidas alcohólicas se puede usar una mezcla de agua con ácido acético. El klenät debe mantenerse en un lugar fresco. La masa sin freír puede conservarse en un frigorífico durante una semana. Este alimento se suele servir medio caliente y recién horneado.

## En Islandia

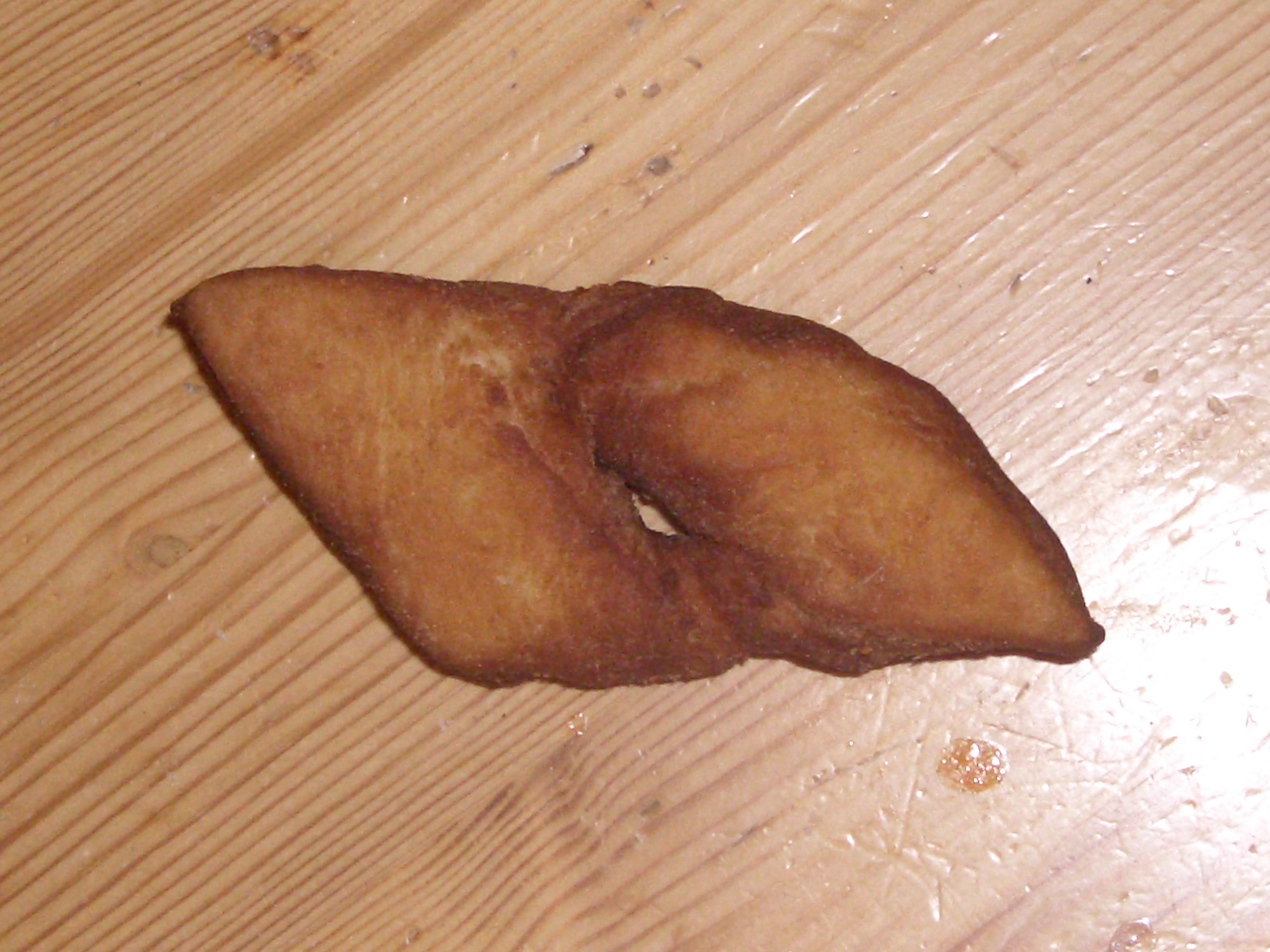
Kleina islandés.

El kleina (plural: kleinur) es un pastel frito islandés que ha sido popular domésticamente desde hace al menos dos siglos. Se hace con masa aplanada y cortada en pequeños trapezoides con una rueda especial de corte (kleinujárn). Se hace un corte en el centro y se pasa por él un extremo para formar una especie de nudo. Entonces se fríe en aceite (tradicionalmente sebo).
Se sirven en el Cafe Paris de Reikiavik y en el Heimabakarí de Húsavik, donde se considera un plato típico islandés del mismo nivel que el skúffukaka (un tipo de tarta de chocolate).